# White Man Runs Him
White Man Runs Him (Mahr-Itah-Thee-Dah-Ka-Roosh; c. 1858 – 2 juin 1929) était un indien crow. Il servit dans l'US Army, sous les ordres du général George Armstrong Custer en tant qu'éclaireur crow pendant la campagne de 1876 contre les Sioux et les Cheyennes du Nord et participa à la bataille de Little Bighorn.

## Jeunesse
Il est né au sein du clan Big Lodge, membre de la Nation crow. Il est le fils de Bull Chief et de Offers Her Red Cloth. Il est aussi connu sous le nom de White Buffalo That Turns Around. À l'âge de 18 ans, il se porta volontaire pour servir dans les éclaireurs de l'US Army, le 10 avril 1876. Il participa à la campagne contre les ennemis traditionnels des Crows, les Sioux et les Cheyennes.

## Eclaireur
White Man Runs Him s'engage le 10 avril 1876, à Crow Agency, Montana, pour une durée de 6 mois au 7e régiment d'infanterie. Le 21 juin 1876, il fut transféré, avec cinq autres éclaireurs crows, au 7e de cavalerie sous les ordres du lieutenant-colonel George Armstrong Custer. Les autres éclaireurs étaient Goes Ahead, Curly, Hairy Moccasin, White Swan, et Half Yellow Face (en), le chef des éclaireurs. Ils effectuèrent des reconnaissances pour la colonne du lieutenant Charles Varnum dans les jours précédents la bataille de Little Bighorn. Au petit matin du 25 juin 1876, White Mans Run Him et un autre éclaireur montèrent sur un point haut appelé Crow's Nest avec Varnum et Custer. Cet observatoire dominait la vallée de la Little Bighorn et permettait de voir jusqu'à 17 miles de distance. Les éclaireurs repérèrent un grand enclos à chevaux ainsi que de nombreux feux dans la lumière du matin, bien que le campement ne soit pas visible. Ils alertèrent Custer sur le fait que le campement était de très grande taille. Custer venait d'apprendre que des Sioux et Cheyennes avaient repéré une partie de ses hommes dans la matinée et que les Amérindiens allaient se disperser s'il ne donnait pas l'assaut très vite.
Convaincus qu'ils allaient mourir au combat, les éclaireurs se changèrent, troquant leur uniforme de soldat contre leur tenue traditionnelle afin de « mourir en guerriers ». Custer entra en rage devant ce qu'il prit comme du défaitisme et les licencia sur le champ, une heure avant le début du combat. White Man Runs Him se rendit avec Goes Ahead, Hairy Moccasin, et Strikes That Bear (un éclaireur arikara) sur une colline proche pour rejoindre la colonne du major Marcus Reno. Ils furent brièvement engagés mais survécurent au combat. Ils rejoignirent ensuite la colonne du colonel John Gibbon.

## La suite de sa vie

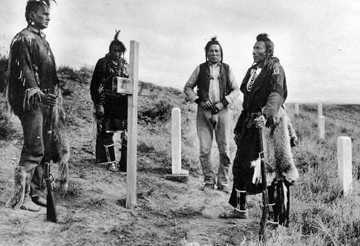
Éclaireurs crows visitant le champ de bataille vers 1913. De gauche à droite : White Man Runs Him, Hairy Moccasin, Curley, Goes Ahead.

Après la bataille, il vécut dans la réserve crow près de Lodge Grass, Montana. Il fut le grand-père par alliance de Joe Medicine Crow, un historien tribal des Crows qui utilisa le récit de son grand-père comme base pour raconter ultérieurement sa version du combat. White Man Runs Him était aussi le grand-père de Pauline Small, première femme élue au conseil de la Nation crow. Son statut de survivant de la bataille de Little Bighorn lui valut une petite gloire au cours de sa vie, jusqu'à lui permettre une apparition caméo en 1927 dans le film hollywoodien Red Raiders.

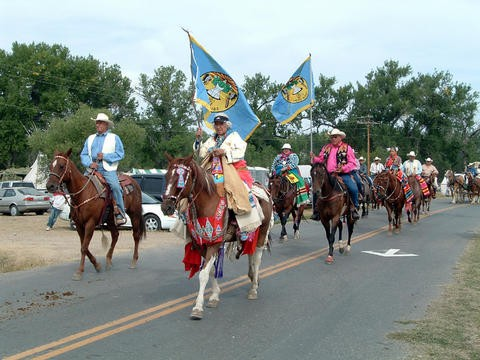
Sa petite-fille Pauline Small portant le drapeau de la Nation crow.

White Man Runs Him vécut le reste de sa vie dans la réserve crow de la région de Big Horn Valley au Montana, à quelques miles du lieu de la fameuse bataille. Il y mourut en 1929.

## Post-mortem
White Man Runs Him fut inhumé dans le cimetière militaire du champ de bataille de Little Bighorn. Son récit de la bataille est repris dans le travail The Custer Myth de C. Graham, dans les pages 20 à 24 ainsi que dans It Is a Good Day to Die: Indian Eyewitnesses Tell the Story of the Battle of the Little Bighorn.
Un marécage près de Lodge Grass, Montana, s'appelle Baaishtashíilinkuluush Alaaxúa (« Là où s'est caché Whiteman Runs Him »). Un ravin porte aussi le nom de Whiteman's Creek (Baaishtashíilinkuluush Isalasáh te).